# هکتور هموند
هکتور هموند (به انگلیسی: Hector Hammond) یک شخصیت خیالی شرور بزرگ در کتاب‌های کامیک آمریکایی منتشر شده توسط دی‌سی کامیکس است که در درجه اول به عنوان دشمن شخصیت فانوس سبز محسوب می‌شود. شخصیت هکتور هموند توسط نویسنده جان بروم و طراح گیل کین خلق شده است که برای اولین بار در شمارهٔ ۵ از دومین نسخه مجموعه فانوس سبز (مارس-آوریل ۱۹۶۱) حضور پیدا کرد. هموند نابغه‌ای بود که خود را تبدیل به مرد آینده، و دارای قدرت‌های آذرگوی نمود. مغز آینده‌نگر هموند به او قدرت‌های بسیاری اعطا کرده است که او را به خطرناک‌ترین دشمن فانوس سبز تبدیل نموده است.
پیتر سارسگارد نقش شخصیت دکتر هکتور هموند را در فیلم فانوس سبز (۲۰۱۱) ایفا کرده است.